# Hoyland
Hoyland è un paese di 15.497 abitanti della contea del South Yorkshire, in Inghilterra.